# 僕の島/彼女のサンゴ
SAVE THE FUTURE・僕の島/彼女のサンゴ（セーブ・ザ・フューチャーぼくのしま/かのじょのさんご）は、NHK総合テレビにて、2008年6月6日の22:00 - 22:55（JST）に放送された地球環境・温暖化をテーマとしたテレビドラマの特別番組である。視聴率は5.9%であった。
2008年7月21日の14:20 - 15:15に再放送された（詳しくは補足を参照）。

## 概要
2008年6月6日から同年6月8日までの3日間に、“SAVE THE FUTURE”と題して、環境にまつわる特別番組を放送する。当番組は、その第1夜（プロローグ）の位置付けでもある。
冒頭1分間には、東京の夜景をバックに、渋谷にあるNHK放送センターの屋上から、“SAVE THE FUTURE”メインパーソナリティーの藤原紀香が登場して、3日間放送する特別番組の趣旨を説明した。

## 物語の概略
東京で暮らしている詩織は、沖縄の海で4年前に見たサンゴ礁の美しさに魅せられていた。再度見てみたいと願うものの、骨髄移植以外に治療法のない特発性再生不良性貧血を患って入院する日々を過ごしている。ある日、パソコンのコミュニティサイトで知り合い石垣島で家業の民宿を手伝う孝太から「島へ遊びに来ないか」と誘われる。詩織の父である哲司は願いを叶えるため、医師の反対を押し切って、2人で沖縄へと向かう。

## 出演
- 井上詩織：美波
- 大城孝太：田中圭
- 大城大吉：藤岡弘、
- 大城礼子：麻生祐未
- 大城夏海：星井七瀬
- 赤嶺徹：竹森千人
- 島袋真：松澤傑
- 風間トオル
- 瀬名波孝子
- 高橋克明
- 三崎看護師：築山万有美
- 井上哲司：岸部一徳

他

## 主題歌
『懐かしい未来～longing future～』alan（プロデューサー：坂本龍一、作詞：大貫妙子、作曲：菊池一仁、編曲：中野雄太）

## スタッフ
- 原作：秦建日子
- 演出：榎戸崇泰
- 音楽：丸山和範
- 沖縄ことば指導：藤木勇人

## 補足
当初再放送は7月6日の17:00 - 17:54に放送を予定していたが、この日に日米首脳会談を北海道・洞爺湖サミット会場から生中継することが急遽決まり、放送日を変更せざるを得なかった。NHKの編成基本方針上、政府や総理大臣の記者会見を逃すことなく生中継しているため、放送日を変更した。また、突然の放送日変更で視聴者からの苦情や抗議もあった。